# Elección presidencial de Chile de 1915

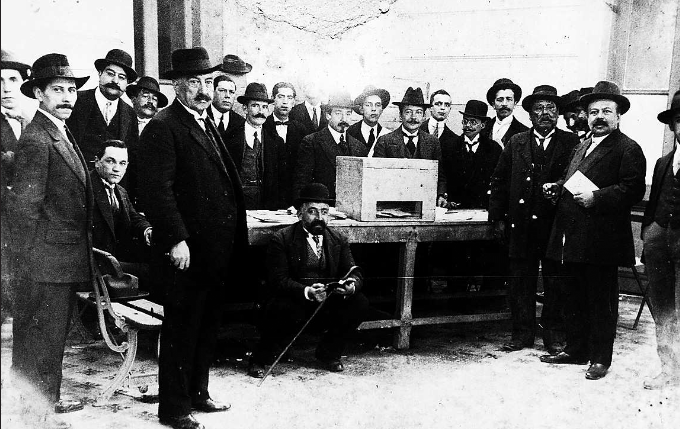
Mesa de votación en la elección presidencial de 1915.

En la elección presidencial de Chile de 1915 fue elegido Presidente de Chile Juan Luis Sanfuentes ya que logró ser designado candidato a las elecciones presidenciales por la Coalición balmacedista-conservadora, enfrentándose al candidato de la Alianza Liberal Javier Ángel Figueroa. En realidad el resultado de la elección estuvo determinado únicamente por la práctica del cohecho.
Ganó Sanfuentes en electores, pero Figueroa le aventajaba en votos. Debido a la corrección ya dicha, se anularon varios electores y fue el Congreso Pleno quien tuvo que decidir entre los dos candidatos. Al lograr Sanfuentes una mayoría con la coalición (77 votos contra 41), logró ser ratificado como mandatario.